# Japonská společnost reklamních fotografů
Japonská společnost reklamních fotografů (Japan Advertising Photographers' Association), běžně nazývaná APA je organizace profesionálních fotografů v Japonsku, založená v roce 1958 a v roce 2012 se stala sdružením veřejného zájmu. Výstavy pořádá od roku 1959 a každoročně vydává anketu o nejzajímavější fotografie. Současný prezident je Šintaro Širatori. K červnu 2020 měla asociace 1 005 členů. Je členem Japan Photographic Copyright Association a členem PPA Professional Photographers of America. Sídlí na adrese Širokanedai City House 2F, 3-15-1 Širokanedai, Minato-ku, Tokio.

## Historie
- 1958 Založena s cílem stát se "profesionální organizací pro reklamní fotografy'' s Šigenem Kanamaruem ve funkci prvního prezidenta.
- V roce 1971 se druhým prezidentem stal Šótaró Akijama
- 1971 Masaya Nakamura se stal třetím předsedou
- 4. prosince 1989 restrukturalizace společnosti
- 1992 Osamu Hajasaki se stal čtvrtým předsedou
- 1994 Masaaki Nišimija se stal pátým předsedou
- 1998 Tadaši Takamura se stal 6. předsedou
- 2002 Hideki Fudžii se stal 7. předsedou
- 2004 Kendži Nagatomo se stal osmým předsedou
- 2006 Jodžiro Adači se stal devátým předsedou
- 2008 Šintaro Širatori se stal 10. prezidentem
- 2012 (duben 2012) Na základě nového systému korporací veřejného zájmu schválil předseda vlády přechod na sdružení zapsané ve veřejném zájmu

## Výstavy, ceny a ocenění
Asociace organizuje výstavu s oceněním APA Award uváděné jako Veřejná výstava Asociace japonských reklamních fotografů Incorporated Public Interest Incorporated Association). Účastní se také udělování Ceny ministra hospodářství, obchodu a průmyslu v kategorii „reklamní práce“, která rekrutuje díla, která byla distribuována ve světě jako reklamy. Společnost je aktivní při udělování Ceny ministra školství, kultury, sportu, vědy a techniky, Ceny guvernéra Tokia, Ceny Kanemarua Šigemineho a dalších.
Všechna vítězná a vybraná díla cen APA jsou zveřejněna v Ročence reklamní fotografie Japonska a vybraná díla vystavena na výstavě cen APA v Tokijském muzeu fotografie.
Společnost vede praktické kurzy, které začleňují fotografii do uměleckých a řemeslných kurzů na základních a nižších středních školách. Asociace je držitelem Ceny ministra školství, kultury, sportu, vědy a techniky ve veřejné soutěži National School Drawing and Art Photography spolu s National Federation of Art and Design Education (národní organizace učitelů umění a řemesel).
Kromě toho se také účastní fotografických seminářů, sympozií souvisejících s autorskými právy a vydává časopis pro styk s veřejností APA NEWS Šun.